# رسائل من وولفي
رسائل من وولفي هي رواية للأطفال بقلم باتي شيرلوك [الإنجليزية]. تدور أحداث الرواية حول مارك كانتريل وهو صبي يعيش في الولايات المتحدة خلال حرب فيتنام وكلبه وولفي. الرواية مستوحاة من أحداث حقيقية،  ولها مشاعر قوية مناهضة للحرب.  فازت رسائل من ولفي بجائزة ميريال للسندات بين الإنسان - لعام 2005 من رابطة كتاب الكلاب الأمريكية، كما رُشحت لميدالية القراء الشباب في كاليفورنيا، وجائزة اختيار القراء الشباب في رود آيلاند،وجائزة ماين لكتاب الطلاب. ولقد ترجمت الرواية إلى اليابانية. 

## الشخصيات
- مارك: صبي يعيش في الولايات المتحدة خلال حرب فيتنام، يقرر إرسال كلبه وولفي ليصبح كلبًا في الجيش.
- داني: شقيق مارك وجندي في الحرب حتى إصابته من لغم؛ لكنه ينسحب بعد تجربته في الحرب
- وولفي: كلب مارك الذي أصبح كلبًا في الجيش. يوصف بأنه مزيج نشيط ومرح من الراعي الألماني [الإنجليزية].
- تاكر: معالج وولفي؛ الرجل القوي الذي يلين بعد لقاء وولفي، يكتب رسائل إلى مارك
- كلير: معجبة مارك التي تُساعد مارك في وقت حاجته. إنها ضد الحرب.
- حواء: والدة مارك التي تعارض الحرب.
- إيفي: جارة مارك التي تعتقد أن مارك ذكي للغاية. تصنع له الحلويات كل يوم في الغالب.
- راندال: ماركس أبي الذي يؤمن بشدة بالحرب.

## الروابط الخارجية
- رسائل من ولفي ، pattisherlock.com.